# Pixel 9
Pixel 9, Pixel 9 Pro и Pixel 9 Pro XL — это группа Android-смартфонов, спроектированных, разработанных и продаваемых компанией Google в рамках линейки Google Pixel. Они являются преемниками Pixel 8 и Pixel 8 Pro соответственно. Телефоны обладают обновленным внешним видом и оснащены новым процессором Google Tensor G4. Они в значительной степени интегрированы с функциями искусственного интеллекта под брендом Gemini. Модели Pixel 9, Pixel 9 Pro и Pixel 9 Pro XL были официально анонсированы 13 августа 2024 года на ежегодном мероприятии Made by Google и будут выпущены в США 22 августа и 4 сентября.
| Pixel 9                                  | Pixel 9                                   | Pixel 9                                   | Pixel 9                                   |                                               | Pixel 9 Pro and 9 Pro XL                     | Pixel 9 Pro and 9 Pro XL                     | Pixel 9 Pro and 9 Pro XL                      | Pixel 9 Pro and 9 Pro XL |
| Diagram of a Pixel 9 smartphone in pink. | Diagram of a Pixel 9 smartphone in green. | Diagram of a Pixel 9 smartphone in white. | Diagram of a Pixel 9 smartphone in black. | Diagram of a Pixel 9 Pro smartphone in white. | Diagram of a Pixel 9 Pro smartphone in pink. | Diagram of a Pixel 9 Pro smartphone in gray. | Diagram of a Pixel 9 Pro smartphone in black. |                          |
| Peony                                    | Wintergreen                               | Porcelain                                 | Obsidian                                  | Porcelain                                     | Rose Quartz                                  | Hazel                                        | Obsidian                                      |                          |

## Ссылка
- store.google.com/… (англ.) — официальный сайт Pixel 9
- Обзор Pixel 9: с таким смартфоном Pro-модель и не нужна (почти)
- Представлены смартфоны Google Pixel 9. Три модели с Wi-Fi 7, новым дизайном и ещё более высокими ценами
- Обзор Google Pixel 9 Pro: бегите, глупцы!
- Обзор Google Pixel 9: компактный Android-флагман стал еще лучше